# Amanida de pop turca
Ahtapot salata o Ahtapot salatası (Amanida de polp en llengua turca) és un plat de meze tradicional a la cuina turca.
És un plat de la categoria "plats de Girit" (Girit yemekleri) que existeix a la cuina turca. Es tracta dels plats fets famosos pels refugiats turcs de l'illa de Creta (Grècia) que van haver d'immigrar a Turquia després de la guerra greco-turca.
Aquesta amanida existeix també a la cuina turcoxipriota.

## Preparació
El polp es pot cuinar de vegades a la graella però més aviat és bullit en aigua abundant, i després -en general, però no sempre- pelat, els seus "botons" se separen. A l'hora de servir el pop es talla en trossets. S'hi afegeix pebrots verds i vermells, ceba picada, grans de pebre negre o pebre negre molt, olives verdes o negres, i all. Es pot decorar amb fulles de julivert.